# Лъжлива коралова змия
Лъжливите коралови змии (Anilius scytale) са вид влечуги, единствен представител на семейство Aniliidae.
Разпространени са в Амазония.
Таксонът е описан за пръв път от шведския ботаник и зоолог Карл Линей през 1758 година.